# Kanton Marson
Kanton Marson (fr. Canton de Marson) byl francouzský kanton v departementu Marne v regionu Champagne-Ardenne. Tvořilo ho 18 obcí. Zrušen byl po reformě kantonů 2014.

## Obce kantonu
- Chepy
- Coupéville
- Courtisols
- Dampierre-sur-Moivre
- L'Épine
- Francheville
- Le Fresne
- Marson
- Moivre
- Moncetz-Longevas
- Omey
- Pogny
- Poix
- Saint-Germain-la-Ville
- Saint-Jean-sur-Moivre
- Sarry
- Somme-Vesle
- Vésigneul-sur-Marne